# Szczecin Dworzec Wrocławski
Dworzec Wrocławski (niem. Breslauer Bahnhof, Breslauer Bhf.) – dawny dworzec kolejowy w Szczecinie. Zlokalizowany był przy ul. Hryniewieckiego na wyspie Łasztownia na Międzyodrzu (teren szczecińskiego portu). Zniszczony podczas II wojny światowej, ostatecznie rozebrany w latach 60. XX w.

## Historia
Dworzec powstał w 1877 jako końcowy dworzec linii z Wrocławia (stąd jego nazwa). Brak połączenia z Dworcem Berlińskim (dziś Szczecin Główny) spowodował, że już w 1886 przestał pełnić funkcję dworca osobowego. Budynek dworca składał się ze stumetrowego pawilonu z reprezentacyjnym wejściem. W czasie bombardowań Szczecina w latach 1943–1944 budynek został zniszczony, a w latach 60. XX w. zburzony na potrzeby filmu Jarzębina czerwona (zachował się jedynie, w zniekształconej formie, jeden z dwóch trzypiętrowych budynków przylegających do dworca).
Teren, na którym znajdował się dworzec, pełni rolę stacji towarowej oraz posterunku odgałęźnego stacji Szczecin Port Centralny „SPD 32”. Najbliższy przystanek ZDiTM „Rondo Parnickie”.